# La Renarde et le Lièvre
Pour plus de détails, voir Fiche technique et Distribution.
La Renarde et le Lièvre (Лиса и заяц, Lisa i zayets) est un film d'animation soviétique réalisé par Iouri Norstein, sorti en 1973. Il utilise la technique du cut-out. C'est l'adaptation du conte populaire russe retranscrit par Vladimir Dahl. 

## Synopsis
Une renarde s'est construit une maison de glace tandis qu'un lièvre a construit la sienne en bois. Lorsque le Printemps arrive, la maison de la renarde fond au soleil. Jalouse, elle jette le lapin hors de chez lui et s'installe dans sa maison. Triste et impuissant, le lapin s'en va pleurer dans la forêt. Il rencontre successivement un loup, un ours et un taureau qui chacun à leur tour, essaient de l'aider mais reviennent bredouille. Seul le coq, aidé du lapin parvient à déloger la renarde.

## Fiche technique
- Titre original : Лиса и заяц, Lisa i zayets
- Titre français : La Renarde et le Lièvre
- Réalisation : Iouri Norstein
- Scénario : Vladimir Dahl
- Photographie : Théodore Bounimovitch (ru)
- Directeur artistique : Francesca Iarboussova
- Musique originale : Mikhaïl Meyerovitch (ru)
- Son : Boris Filtchikov (ru)
- Pays d'origine : URSS
- Format : Couleurs - 35 mm - 1,33:1 - Mono
- Genre : animation, court métrage
- Durée : 12 minutes
- Production : Soyuzmultfilm Studio
- Date de sortie : 1973